# Gibson Alba
Gibson Alberto Alba Rosado (nacido el 18 de enero de 1960 en Santiago) es un ex lanzador dominicano que jugó en las Grandes Ligas de Béisbol para los Cardenales de San Luis en 1988. Apareció en tres juegos como relevista, lanzando 3.1 entradas en su carrera. Fue firmado por los Piratas de Pittsburgh como amateur en 1976, quienes lo dejaron libre en 1978. Firmado por San Luis en 1980 y luego de pasar 8 años en un constante cambio de equipo pasando por Toronto Blue Jays, Indios de Cleveland, Milwaukee Brewers y de nuevo a los Cardenales de San Luis, finalmente hizo su debut con San Luis en 1988 a los 28 años de edad. Terminó su carrera 5 días después con 0 victoria, 0 derrotas, 2.70 de efectividad, permitió un hit, 2 carreras (1 limpia), 2 bases por bolas, 3 ponches en 3 juegos jugados y uno finalizado.